# Giorgio Perinetti
Giorgio Perinetti Casoni (Roma, 17 gennaio 1951) è un dirigente sportivo italiano, attuale direttore generale dell'Athletic Club Palermo.

## Biografia
È vedovo di Daniela Logiudice (deceduta il 5 giugno 2015 all'età di 49 anni), dalla quale ha avuto due figlie: Emanuela (imprenditrice digitale nell'ambito del marketing di influenza, deceduta per anoressia nervosa il 29 novembre 2023 a 34 anni), e Chiara.

## Carriera
A 21 anni, nel 1972, entra a far parte dello staff dirigenziale della Roma rimanendovi fino al 1986, dapprima in qualità di responsabile del settore giovanile, quindi di direttore sportivo . Il 14 novembre 1987 si trasferisce al Napoli come capo degli osservatori e responsabile del settore giovanile. L’anno successivo divenne direttore sportivo; è lui a comunicare a Maradona la prima squalifica per l'uso di cocaina, nel 1991. Il 17 novembre 1992 già in rotta con il presidente Corrado Ferlaino si dimette dall’incarico, causato anche dall’esonero di Claudio Ranieri e dall’arrivo di Ottavio Bianchi sulla panchina partenopea.
Nel 1993, passa al Palermo. Lasciata la società in cui ha avuto una delle esperienze migliori, nel 1995 è nuovamente alla Roma e nel 1998 si ricongiunge con Moggi alla Juventus, ricoprendo l'incarico di responsabile del settore giovanile. L’11 febbraio 2000 rassegna le dimissioni al club bianconero. Nel 2000, dopo un mese al Como, passa nuovamente al Palermo, chiamato dal presidente Franco Sensi che già lo aveva avuto in giallorosso. Conquista un'altra promozione in Serie B e una salvezza l'anno successivo. Il 30 giugno 2002 scaduto il contratto rimane sempre ai rosanero per seguire la transazione tra Franco Sensi e Maurizio Zamparini. Il 23 luglio con l’arrivo della nuova presidenza termina il suo ruolo. Rimane alcuni mesi ancora alla Roma. Il 29 dicembre torna al Napoli come direttore sportivo. Il 1º giugno 2004 dopo che i partenopei hanno ottenuto la salvezza e prima del fallimento della società si dimette.
Dopo si trasferisce come direttore sportivo al Siena, in Serie A. Con i toscani centra tre salvezze consecutive e l’11 giugno 2007 risolve consensualmente il contratto. Il giorno seguente passa al Bari, che contribuisce a riportare in Serie A nel 2009 e a far ottenere il decimo posto l'anno seguente.
Il 7 maggio 2010 il presidente del Siena Massimo Mezzaroma annuncia che dalla stagione 2010-2011 Perinetti tornerà ad essere il direttore sportivo della società toscana. La conferma dell'addio arriva proprio da Perinetti, ringraziando Bari con una nota sul suo blog. L'annuncio ufficiale della società biancorossa, che comunica la fine del rapporto di lavoro, arriva il 10 maggio. Due giorni dopo viene presentato ufficialmente dal club toscano.
Il 23 aprile 2012 il Palermo di Maurizio Zamparini annuncia ufficialmente il suo arrivo a partire dalla stagione 2012-2013 come vicepresidente esecutivo, qualora dovesse liberarsi dal Siena. Il 16 maggio seguente rescinde consensualmente il contratto con la società in scadenza nel 2013, mentre il 7 giugno viene annunciato come nuovo Direttore Generale dell'Area Sportiva, carica che sotto la gestione di Zamparini non era mai stata di nessuno. Il 28 settembre a seguito dell'arrivo di Pietro Lo Monaco come amministratore delegato dei rosanero, Perinetti lascia l'incarico rinunciando a due dei tre anni di contratto complessivi, definendo questa «la decisione più triste della mia vita». Il 6 febbraio 2013, a seguito delle dimissioni di Lo Monaco, viene richiamato da Zamparini in seno alla società rosanero, presenziando alla conferenza stampa di presentazione del tecnico Alberto Malesani che ha sostituito l'esonerato Gian Piero Gasperini. Il suo ingresso ufficiale nel consiglio di amministrazione società avviene il 20 febbraio. Nonostante il campionato si sia concluso con la retrocessione del club siciliano nella seconda serie nazionale, il 2 luglio seguente rinnova per un altro anno il contratto col Palermo, diventando il Responsabile dell'Area Tecnica; la società si riserva il diritto d'opzione per il rinnovo del contratto di un ulteriore anno. A fine stagione il Palermo ottiene la promozione in Serie A con cinque giornate d'anticipo e Perinetti vince il premio come miglior direttore sportivo della Serie B durante il "Gran Galà Top 11 Serie B". All'indomani della chiusura del campionato del Palermo è stato annunciato che il suo contratto in scadenza il 30 giugno 2014 non sarà rinnovato, pertanto l'opzione viene fatta scadere.
Il 24 luglio 2015 viene ingaggiato dal nuovo Venezia come direttore sportivo, portando la squadra dapprima in Lega Pro, quindi in Serie B. Lascia la squadra veneta il 6 ottobre 2017, risolvendo in maniera consensuale il contratto che sarebbe scaduto nel giugno seguente.
L’11 ottobre 2017 viene nominato nuovo direttore generale del Genoa. Nel giugno 2019 lascia i rossoblu.
Il 27 luglio 2020 viene nominato nuovo direttore sportivo del Brescia, neoretrocesso in Serie B. Si dimette il giorno 29 maggio 2021.
Il 1º luglio seguente torna per la terza volta a Siena come direttore sportivo, lasciando l'incarico il 23 dicembre seguente, dopo una prima parte di stagione negativa in Serie C.
L'11 giugno 2022 fa ritorno al Brescia, sempre in B, dove viene nominato direttore dell'area tecnica. Il 6 giugno 2023 rescinde il proprio contratto con il club.
Il 12 giugno 2023 diventa direttore dell'area tecnica dell'Avellino, squadra che milita in Serie C. Il 22 settembre 2024 il club irpino lo esonera assieme all'allenatore e tutti i membri dell'area tecnica.
Il 17 giugno 2025 diviene il nuovo direttore generale dell'Athletic Club Palermo, squadra siciliana neopromossa in Serie D.

## Carriera in sintesi
- 1972-1986:  Roma - Coordinatore Vivaio[3]
- 1987-1988:  Napoli - Direttore area scouting
- 1988-1992:  Napoli - Direttore sportivo
- 1993-1995:  Palermo - Direttore sportivo
- 1995-1998:  Roma - Direttore sportivo
- 1998-2000:  Juventus - Coordinatore vivaio
- 2000-2002:  Palermo - Direttore sportivo
- 2002-2004:  Napoli - Direttore sportivo
- 2004-2007:  Siena - Direttore sportivo
- 2007-2010:  Bari - Direttore sportivo
- 2010-2012:  Siena - Direttore sportivo
- 2013-2014:  Palermo - Direttore tecnico
- 2015-2017:  Venezia - Direttore sportivo
- 2017-2019:  Genoa - Direttore generale
- 2020-2021:  Brescia - Direttore sportivo
- 2021:  Siena - Direttore sportivo
- 2022-2023:  Brescia - Direttore tecnico
- 2023-2024:  Avellino - Direttore tecnico
- 2025-:  Athletic Club Palermo - Direttore Generale